# 카우펜스 전투
카우펜스 전투(Battle of Cowpens)는 미국 독립 전쟁 중 1781년 1월 17일에 사우스캐롤라이나의 카우펜스에서 대니얼 모건 준장이 지휘하는 대륙군과 배내스터 탈턴 대령이 지휘하는 영국군 사이에서 벌어진 전투이다. 이 전투의 결과, 이미 영국군에 빼앗겼던 사우스캐롤라이나를 대륙군이 만회하는 전환점이 되었다. 모건 장군이 구사한 전술은 독립 전쟁 중의 전술적 걸작으로 후세에 전해진다.

## 배경
카우펜스 전투는 미국 독립 전쟁 중 남부 전선에서 벌어진 수많은 전투 중 하나였다. 모건은 부하들이 800여명을 정도에 불과했다고 증언했지만, 학자들은 1,800명에서 2,400명 사이였다고 추정하고 있다. 모건의 부대는 300명의 대륙군 정규군이 오버 마운틴 부대를 포함한 700명의 고참 민병대와 1,000여명의 미숙한 민병대 지원병, 그리고 기병 부대가 참가하고 있었다. 이에 반해 영국군은 탈턴의 부하인 왕당파 부대 450명(기병 250명과 보병 200명)과 제17 경장 기병 군단, 포병 대대, 제7 척탄병 연대, 제16연대 경장보병 중대, 제71 고지 연대 등 1,150여명 정도로 구성되어 있었다.
찰스 콘월리스는 과거에 캠던 전투나 왁스호 전투에서 성공했던 탈턴과 그 부대에게 모건의 움직임을 봉쇄하도록 지시했다. 탈턴의 그때까지의 승리는 전력적인 열세에도 대담한 공격으로 쟁취한 것이었다. 대륙군 남부 전선의 지휘관 나대니얼 그린은 영국군과의 맞대결을 피하고 아군을 나누는 과감한 전략을 취했고, 모건 부대도 본대에서 멀리 떨어져 행동했다. 모건은 부대 군인에게 친숙한 표적이 되는 소의 방목장(cow pens)에 모이도록 명령했다.

## 기념
전쟁터는 카우펜스 국립 전장으로 저장되어 있다. 미국 해군에는 카우펜스와 이름의 함선이 두 척이다. 항공모함 카우펜스 및 순양함 카우펜스이다.

## 같이 보기
- 미국 독립 전쟁